# Asiacornococcus kaki
Asiacornococcus kaki är en insektsart som först beskrevs av Kuwana in Kuwana och Muramatsu 1931.  Asiacornococcus kaki ingår i släktet Asiacornococcus och familjen filtsköldlöss. Inga underarter finns listade i Catalogue of Life.